# Museo di storia svedese
Il Museo di storia svedese (Statens historiska museum o Historiska museet), con sede a Stoccolma, nella circoscrizione di Östermalm, è un museo di archeologia e storia culturale svedese fondato nel 1866.

## I Musei storici statali
Il Museo storico fa parte dell'agenzia governativa Statens historiska museer SHMM (Musei storici statali). Altre istituzioni che rientrano sotto le competenze di questa agenzia sono: Kungliga Myntakabinettet (Gabinetto numismatico reale), Tumba bruksmuseum (Museo della carta e delle banconote), Arkeologiska uppdragsverksamheten or Arkeologerna (Commissione archeologica svedese). È uno dei cinque ansvarsmuseum (museo con responsabilità) svedesi. L'agenzia ha il compito di promuovere la conoscenza e l'interesse per la storia della Svezia e di preservare e sviluppare il patrimonio culturale che l'agenzia amministra.

## Storia
Il primo nucleo di quelli che sarebbero stati il Museo di storia e il Museo nazionale (Nationalmuseum) era costituito dalle collezioni d'arte del XVI secolo che re Gustavo I di Svezia teneva nel Castello di Gripsholm. La collezione iniziale si incrementò con acquisizioni, donazioni e saccheggi nel periodo dell'Impero svedese. Parte della collezione andò persa nell'incendio del castello di Tre Kronor (1697).
Verso la fine del XVIII secolo opere d'arte e antichità furono acquistate dagli ambasciatori e da componenti della famiglia reale e riunite nel Palazzo Reale. Dopo la morte di re Gustavo III di Svezia (1792) le collezioni furono consegnate al governo svedese per il Kungliga Museet (Museo Reale): uno dei primi musei pubblici del mondo.
Nel 1846-47, il museo venne trasferito dal Palazzo Reale al Palazzo Ridderstolpe, a Skeppsbron, dove rimase sino al 1865, quando fu trasferito al Museo nazionale.
L'archeologo svedese Stig Welinder sostiene che il Museo di storia sia stato di fatto fondato nel 1847 con l'apertura delle sale nel Palazzo Ridderstolpe.
L'attuale museo è stato fondato nel 1866 da Bror Emil Hildebrand, che ne era stato direttore sia al Palazzo Reale che al Palazzo Ridderstolpe. Le collezioni del Museo di storia erano esposte al piano terra del Museo nazionale. Ben presto i locali si rivelarono troppo piccoli per entrambi i musei.
Quando nel 1876 venne progettato l'edificio del Museo nordico, si pensò che la nuova costruzione avrebbe dovuto includere anche le collezioni del Museo di storia.
Il dibattito continuò per decenni, sino a quando Sigurd Curman divenne Direttore del patrimonio culturale (riksantikvarie) e capo del Consiglio nazionale dei beni culturali di Svezia, il 3 luglio 1923, e propose una soluzione più concreta e permanente. L'obiettivo principale per un edificio sufficientemente grande era di mettere ordine nelle collezioni.
Nel 1929, il governo svedese suggerì che le ex caserme militari e le scuderie di Storgatan, nel quartiere noto come Krubban (la greppia), potessero essere assegnate al museo. Nel 1930 si tenne un concorso di architettura per la riconversione della zona in una sistemazione adeguata per il museo.
Nessuno si aggiudicò il concorso ma la proposta fatta dagli architetti Bengt Romare e George Scherman con l'ingegner Gösta Nilsson divenne il punto di partenza per il rifacimento dell'area, sviluppando il progetto per il nuovo museo con il direttore Sigurd Curman, con l'Amministrazione dei beni immobili dello Stato svedese (Statens fastighetsverk, SFV) e con il Consiglio nazionale dei beni culturali di Svezia.

## Architettura
Nel 1932 il governo svedese stanziò i fondi per la costruzione di edifici pubblici per creare posti di lavoro durante la Grande depressione. Alcuni di questi fondi furono usati per costruire il Museo di storia nel 1934-1939. I lavori iniziarono con la ricostruzione della vecchia caserma.

### Esterno
L'edificio principale, progettato da Romare e Scherman, riflette un compromesso tra lo stile moderno prevalente nell'epoca e il contesto storico relativo a caserme e scuderie del XIX secolo progettate da Fredrik Blom e costruite in più fasi nel 1805-1818. Le caserme, in stile neoclassico, si affacciavano su Ladugårdslandsviken, che faceva parte del porto principale di Stoccolma sino al XIX secolo, mentre l'edificio principale forma un blocco compatto rientrante rispetto alla strada per lasciare spazio a un piazzale.
Il museo è costituito da quattro edifici di due e tre piani, che circondano un cortile interno, conferendogli l'aspetto di una fortezza. La facciata è austera e decorata con sculture realizzate da Bror Marklund (aggiunte nel 1959) e rilievi dell'artista Robert Nilsson. Nel cortile c'è una scultura, chiamata Näcken, (lo spirito) di Carl Frisendahl.

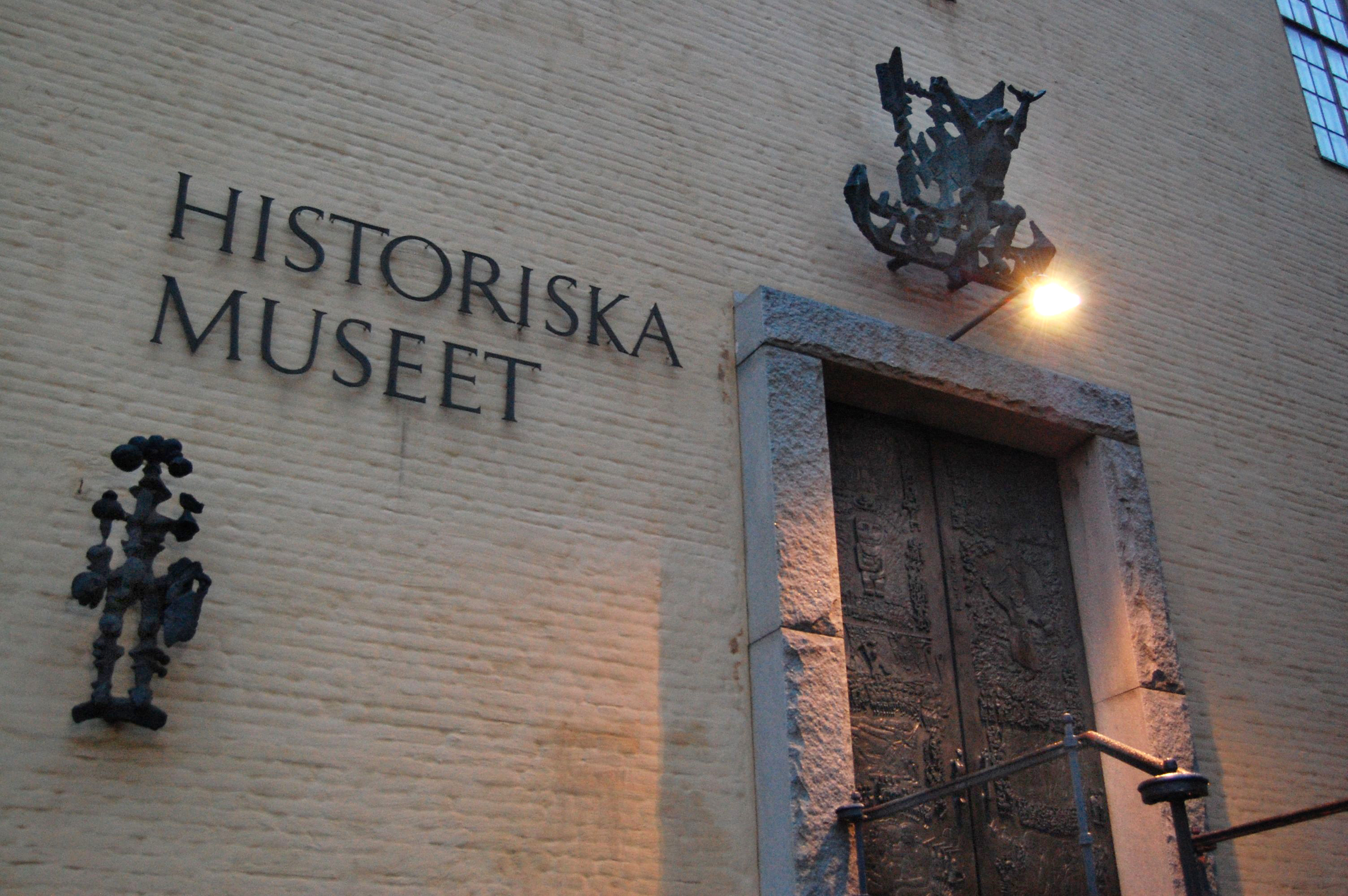
Porte di bronzo e sculture di Bror Marklund.

#### Le porte di bronzo
La maggior parte delle decorazioni del museo sono state selezionate con vari concorsi. Nel 1938 Marklund vinse il concorso per la sistemazione dell'ingresso principale al museo. La realizzazione delle porte, Historiens Portar (Le porte della Storia), comportò un lavoro durato tredici anni: furono inaugurate nel 1952. Il costo della realizzazione fu finanziato dalla fondazione della filantropa Eva Bonnier.
Le porte sono alte 4,50 m e pesano circa 1 000 kg ciascuna. Realizzate in bronzo, furono fuse presso la Fonderia d'arte Herman Bergman e sbalzate da Marklund. Suddivise in dieci parti, le porte raffigurano la storia della Svezia dall'Età della pietra al Medioevo. La porta di sinistra raffigura l'era Pagana con Odino come figura centrale, mentre la porta di destra raffigura Oscar di Brema e l'era Cristiana. Una deviazione dal tema storico è la raffigurazione della tipica bottiglia pilsener degli anni '50 sul lato destro della porta destra. Un oggetto comune per gli operai che hanno realizzato le porte e costruito il museo. La bottiglia è stata sbalzata da Marklund ed è l'unica parte della superficie in bronzo che è stata lucidata, sino a renderla brillante, dalle persone che la toccavano.

## Interno
L'interno del museo è spazioso con sale sia per le collezioni permanenti che per mostre temporanee. Le esposizioni permanenti sono disposte in ordine cronologico nelle sale che si affacciano sul cortile interno, con le collezioni precristiane al piano terra e le collezioni dal IX secolo circa al piano superiore. Le sale vengono costantemente aggiornate con l'adattamento alle nuove tecnologie e per accogliere nuove mostre. L'atrio è stato ristrutturato nel 1994 per dare l'impressione della sala di un cavaliere medievale. Il pavimento è in pietra e le travi a vista del soffitto sono state realizzate in calcestruzzo.

### La sala dell'oro
Scavato nella roccia, sotto il cortile centrale, è il seminterrato di 700 m² conosciuto come la Sala dell'oro (Guldrummet), dove sono esposti un gran numero di oggetti d'oro e d'argento. È stata costruita nel 1994 e finanziato dalla Fondazione Knut e Alice Wallenberg. Progettato dall'architetto Leif Blomberg, assomiglia a un luogo di culto mistico, ispirato al pozzo di Mímir al centro della sala.
Il pavimento e i pilastri della stanza sono in pietra calcarea e diabase, l'arredamento è in ferro battuto.
La stanza contiene circa 3 000 reperti per un totale di 52 kg d'oro e più di 200 kg d'argento.

## Collezioni
L'idea originaria di Curman era di attirare ed educare i visitatori, cosa che venne accolta con scetticismo da studiosi che consideravano il museo principalmente come un'istituzione scientifica. È uno dei più grandi musei della Svezia con oltre 10 milioni di oggetti, registrati con circa 34 000 numeri di inventario, e una delle più grandi collezioni di antichità in Europa. Circa 6 200 reperti sono in esposizione; nel 2011 le informazioni su circa 480 000 reperti del museo erano accessibili tramite una banca dati online. 65 000 di queste voci sono illustrate con disegni o foto. La banca dati contiene anche informazioni su 55 900 luoghi in Svezia dove sono stati trovati reperti archeologici e circa 267 300 reperti ossei (peso totale circa 111 tonnellate). La banca dati viene costantemente ampliata e aggiornata.
La raccolta dedicata ai Vichinghi comprende reperti del periodo 800-1050, tra cui armi, la Söderalaflöjeln (banderuola di Söderala), il baule di Mästermyr, i reperti archeologici provenienti da Birka, centro commerciale dell'era vichinga, Patrimonio dell'umanità dell'UNESCO, nell'isola di Björkö. Inoltre: oggetti religiosi dell'epoca vichinga, oggetti stranieri portati da viaggi e incursioni in altre parti del mondo, nonché migliaia di reperti legati alla vita quotidiana di quel periodo.
Gli oggetti più noti nella sala dell'oro sono i collari risalenti al 350–500 d.C., realizzati con l'oro delle monete romane. La sala ospita anche gioielli vichinghi d'argento, reliquiari del Medioevo tempestati di pietre preziose, monete, spade cerimoniali e bottini di guerra.
La maggior parte degli oggetti conservati, realizzati con metalli preziosi, è dovuto a una legge emanata nel XVII secolo che stabiliva che tutti i reperti vecchi di 100 anni o più e senza proprietario, dovevano essere consegnati allo Stato e acquisiti al museo di storia. La legge è tuttora in vigore.
La collezione di arte sacra svedese è ampia e va dal XII secolo al periodo successivo alla Riforma protestante. Contiene oggetti come sculture lignee, pale d'altare e crocifissi. Tra di essi ci sono il Reliquiario di Santa Elisabetta e la Madonna di Viklau, una delle sculture lignee meglio conservate dell'Europa del XII secolo.
I manufatti tessili del Medioevo sono conservati nella Camera dei tessili. Gli oggetti sono per lo più tessuti usati nelle chiese o da preti e vescovi. L'oggetto più antico e conosciuto è l'arazzo di Skog, del XIII secolo, proveniente dalla chiesa di Skog, scoperto nel 1912 avvolto attorno a una corona nuziale.
È conosciuto anche l'arazzo di Grödinge, che si trovava nel comune di Botkyrka.

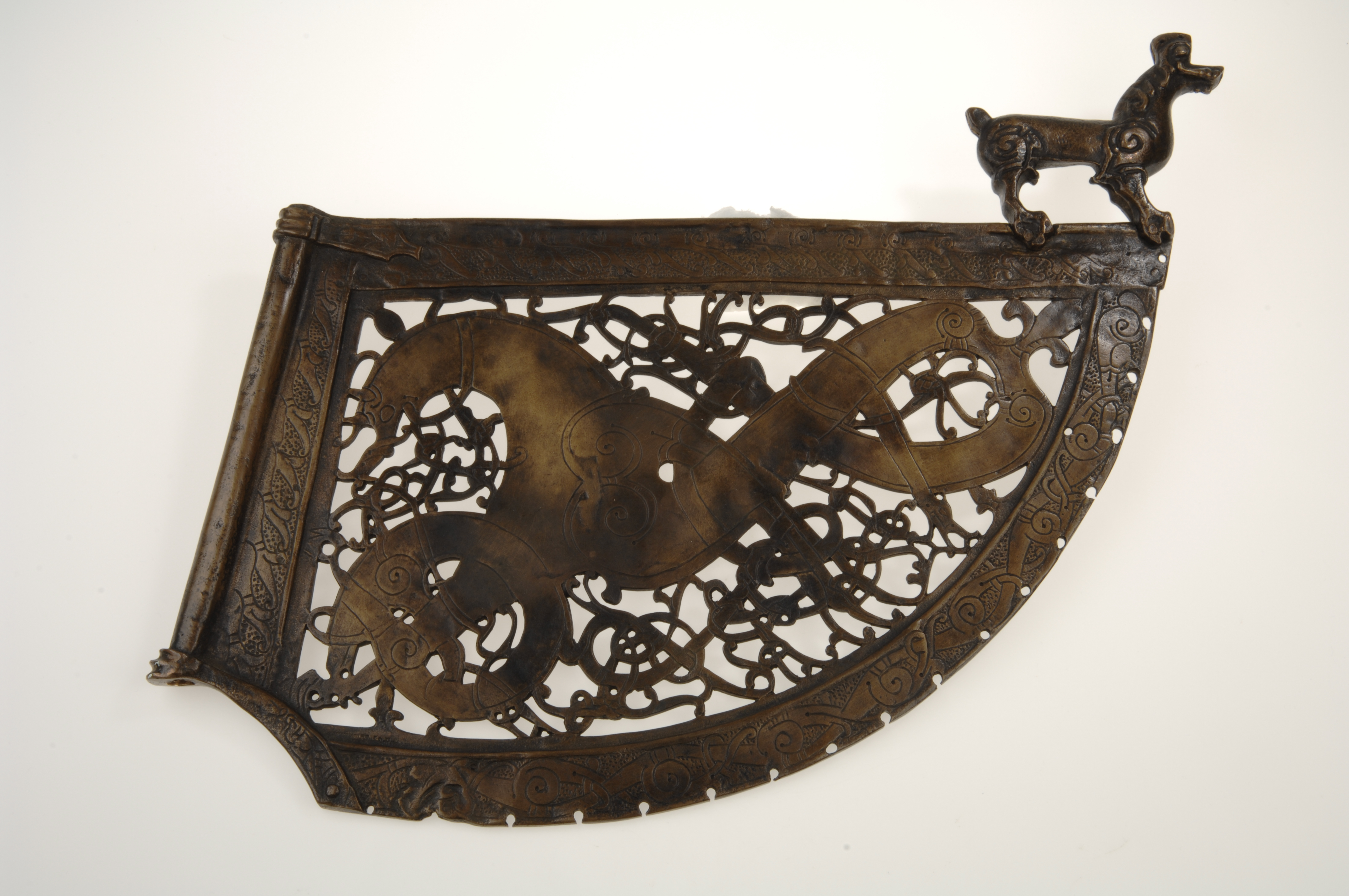
Söderalaflöjeln (Banderuola di Söderala)
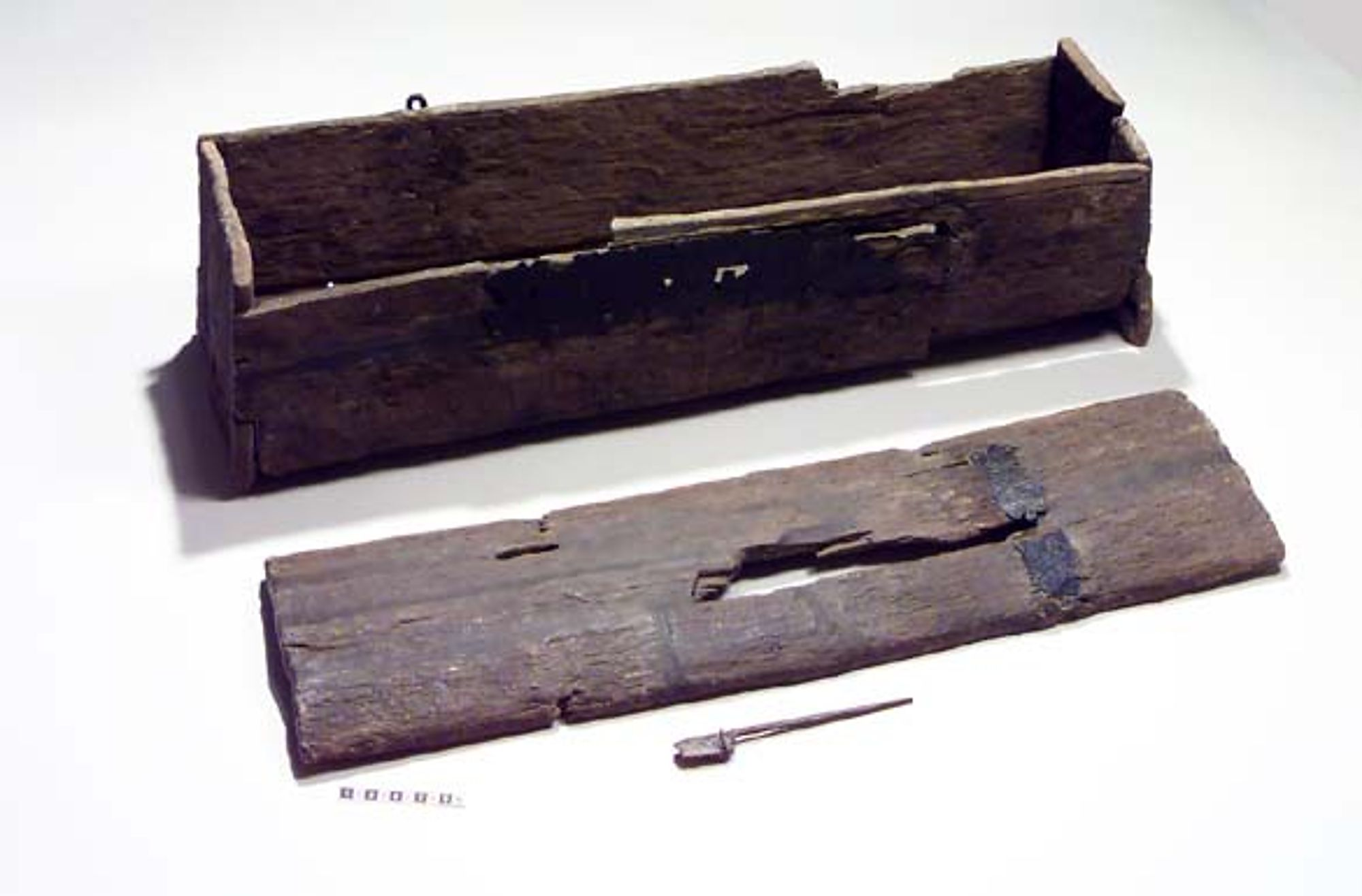
Mästermyrkistan (Baule di Mästermyr)
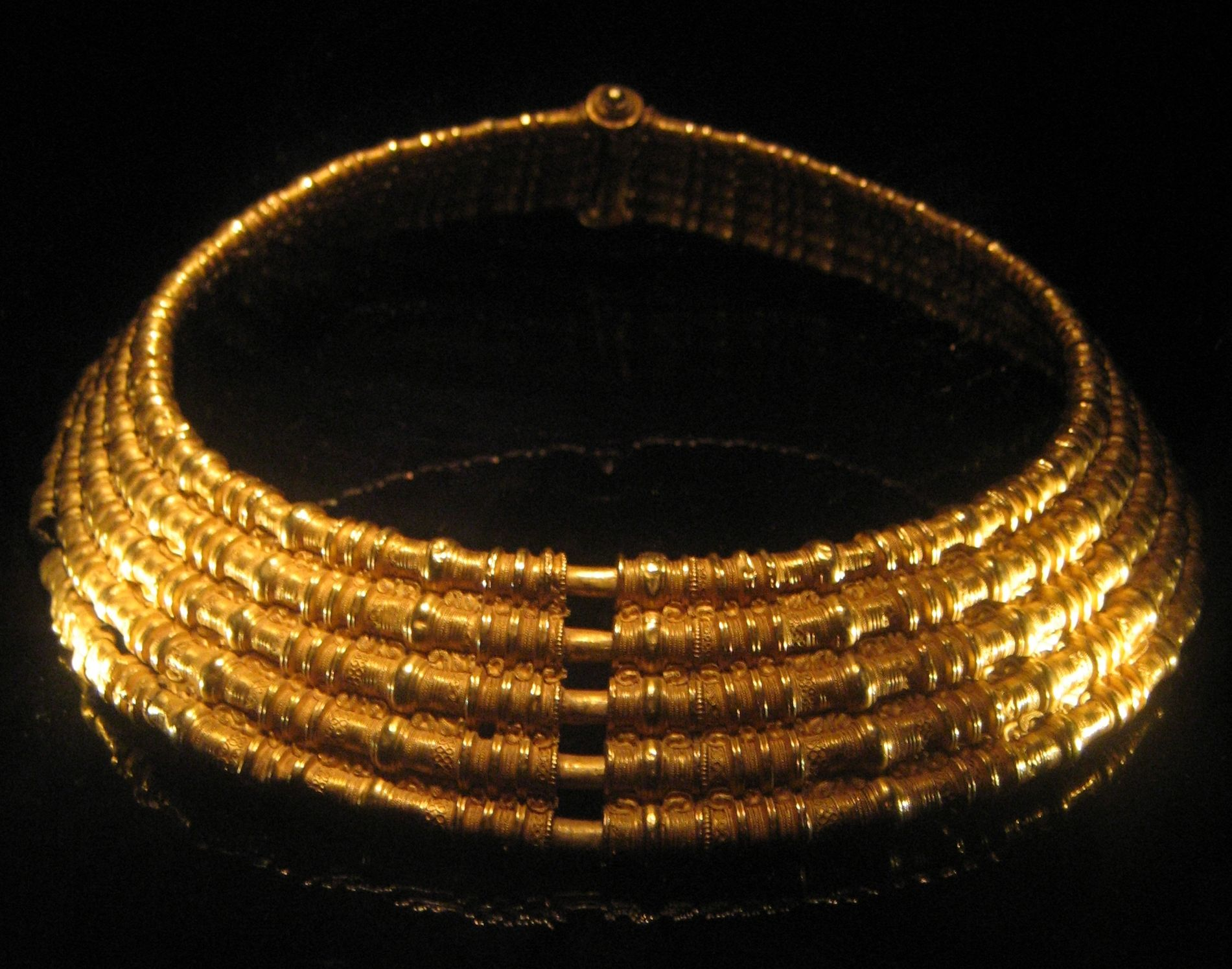
Färjestadskragen (Collare di Färjestaden)
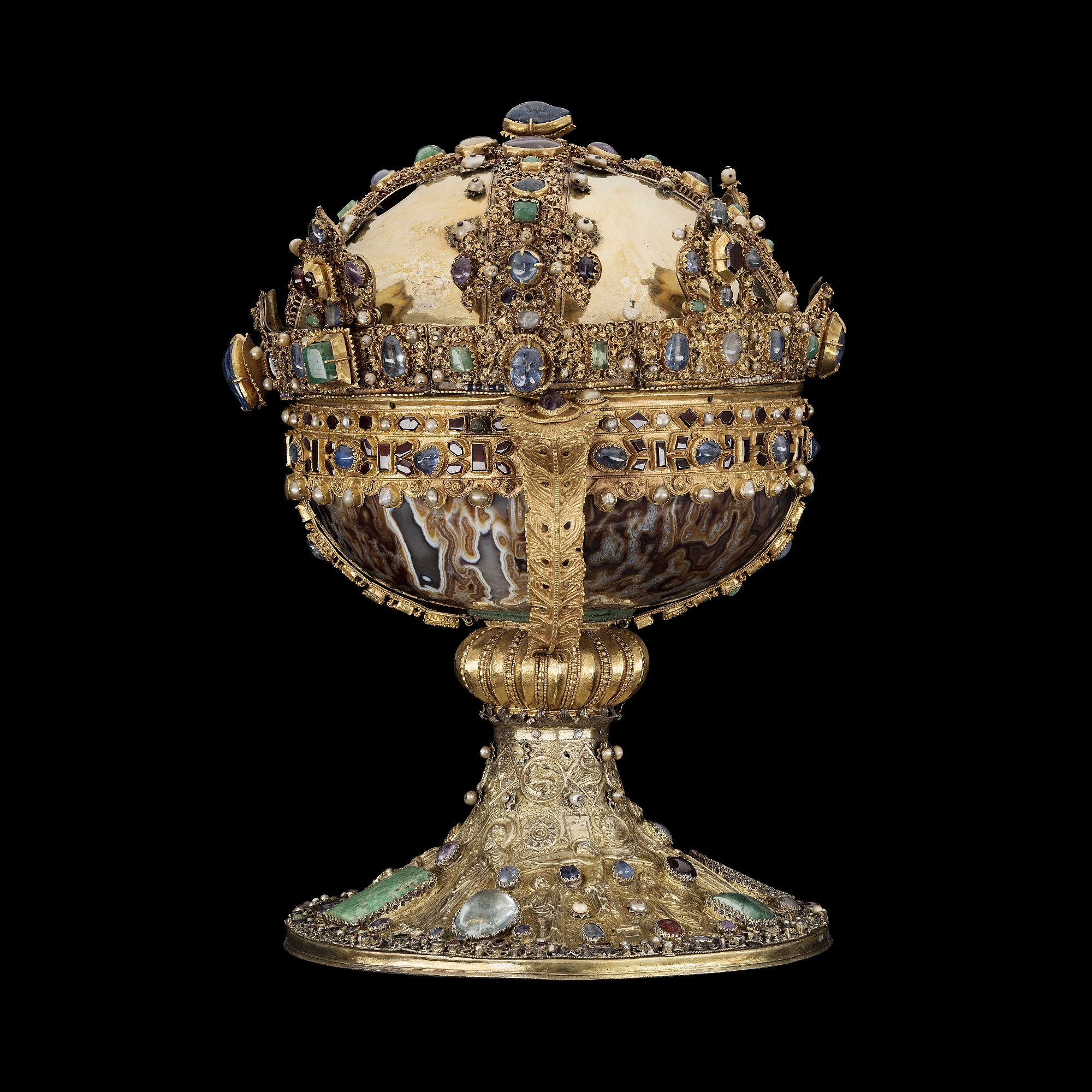
Elisabethrelikvariet (Reliquiario di Santa Elisabetta)
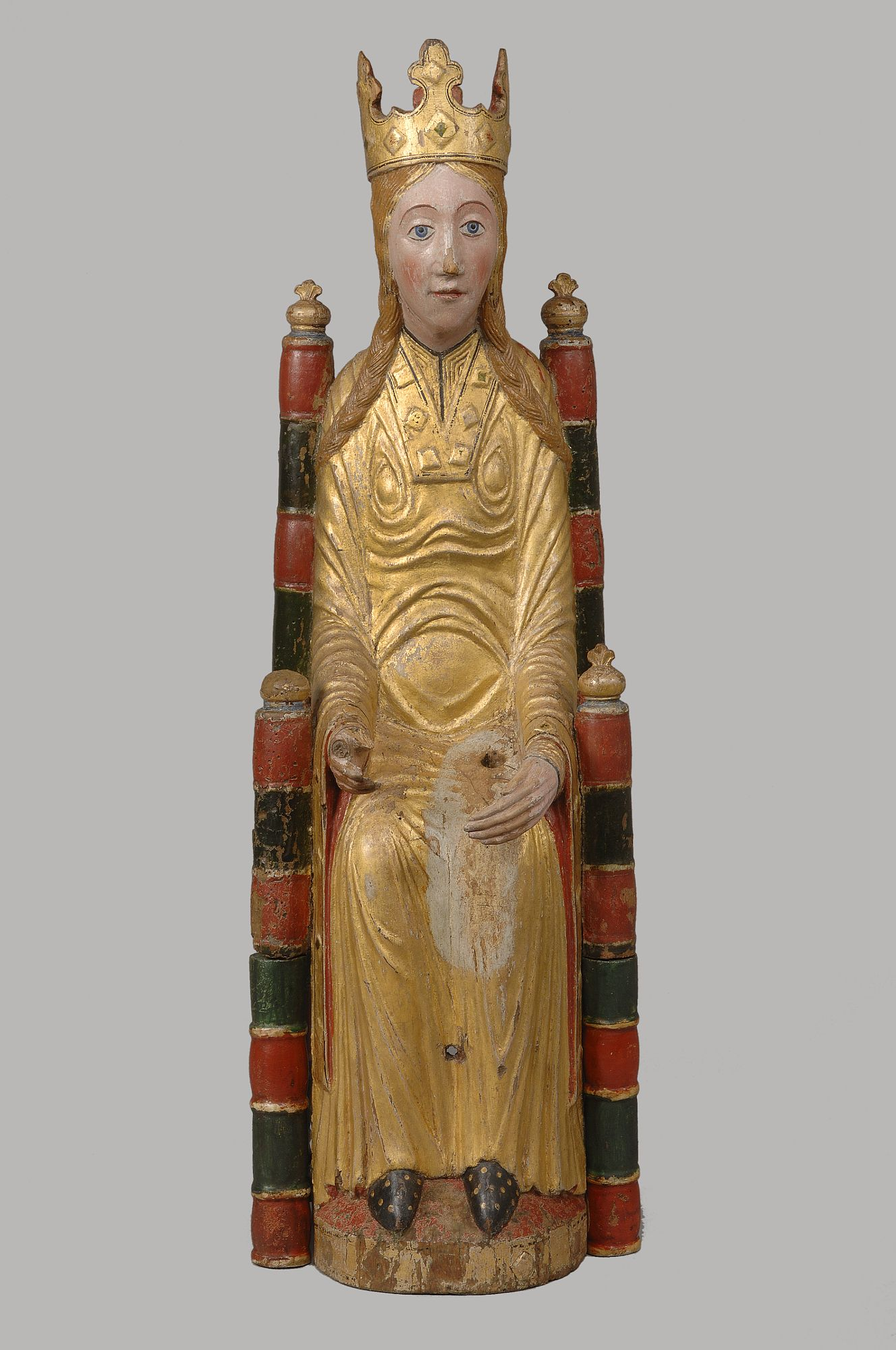
Viklaumadonnan (Madonna di Viklau)
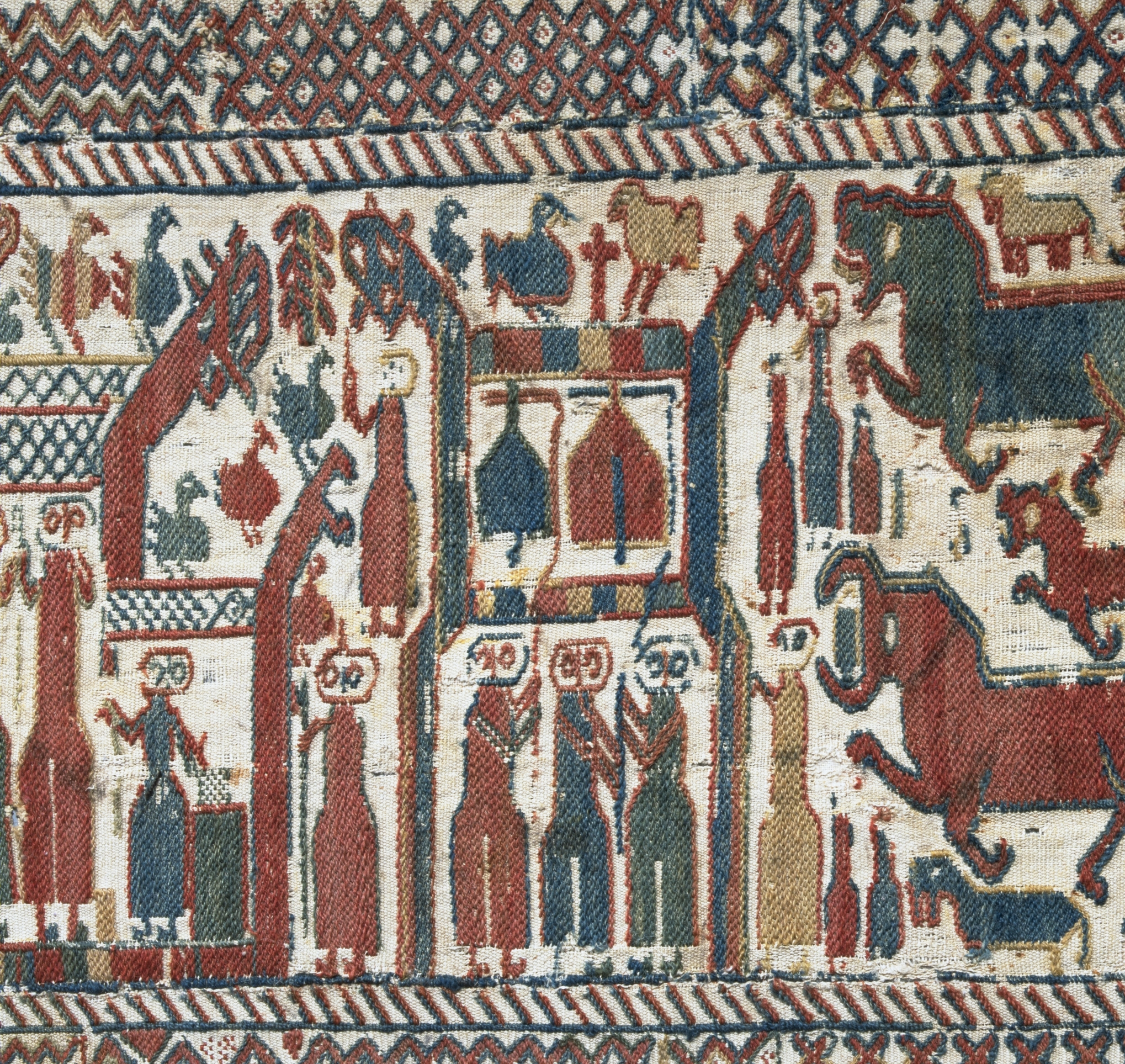
Skogbonaden (Arazzo di Skog)
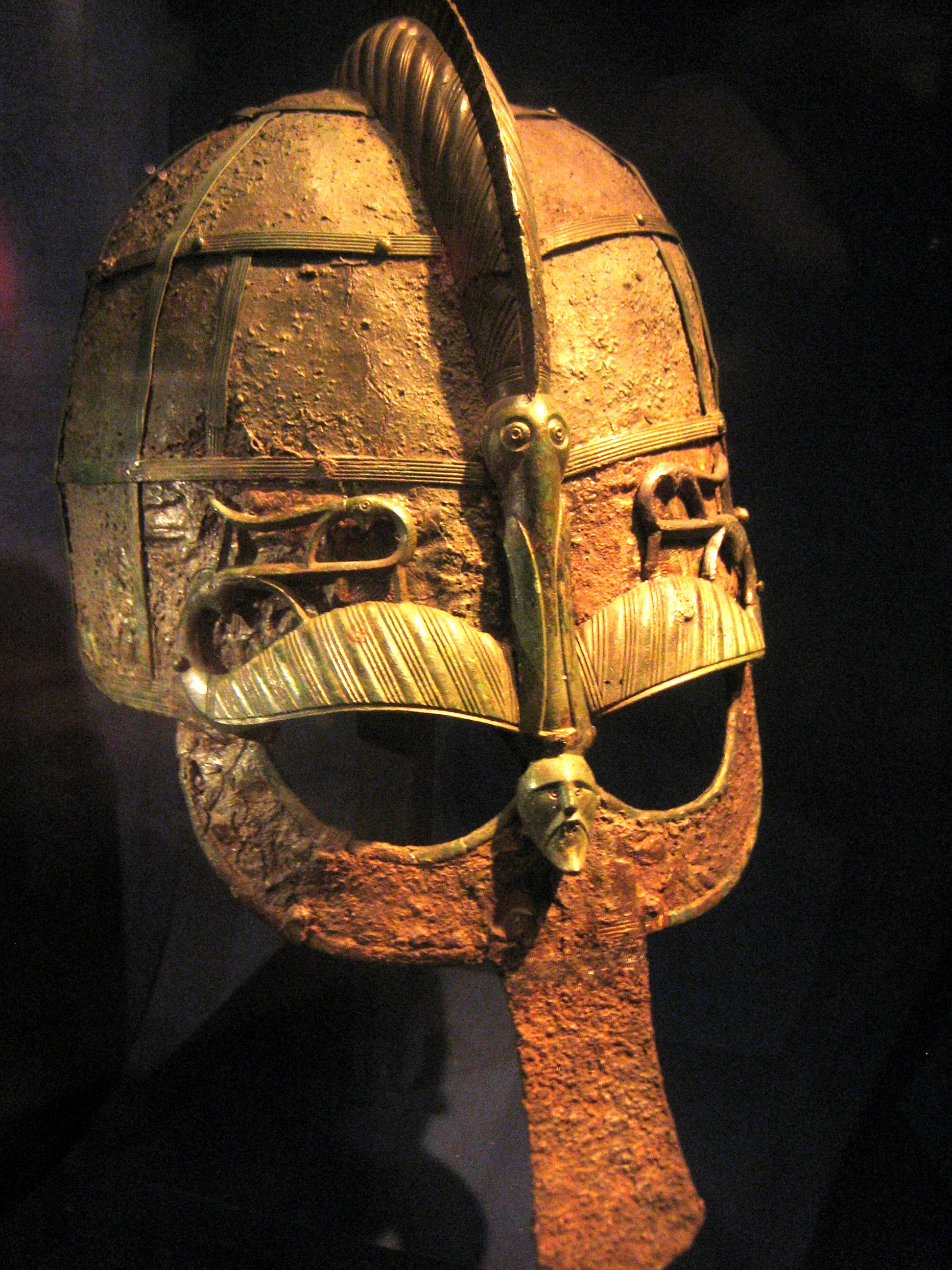
Elmo in ferro del VII secolo
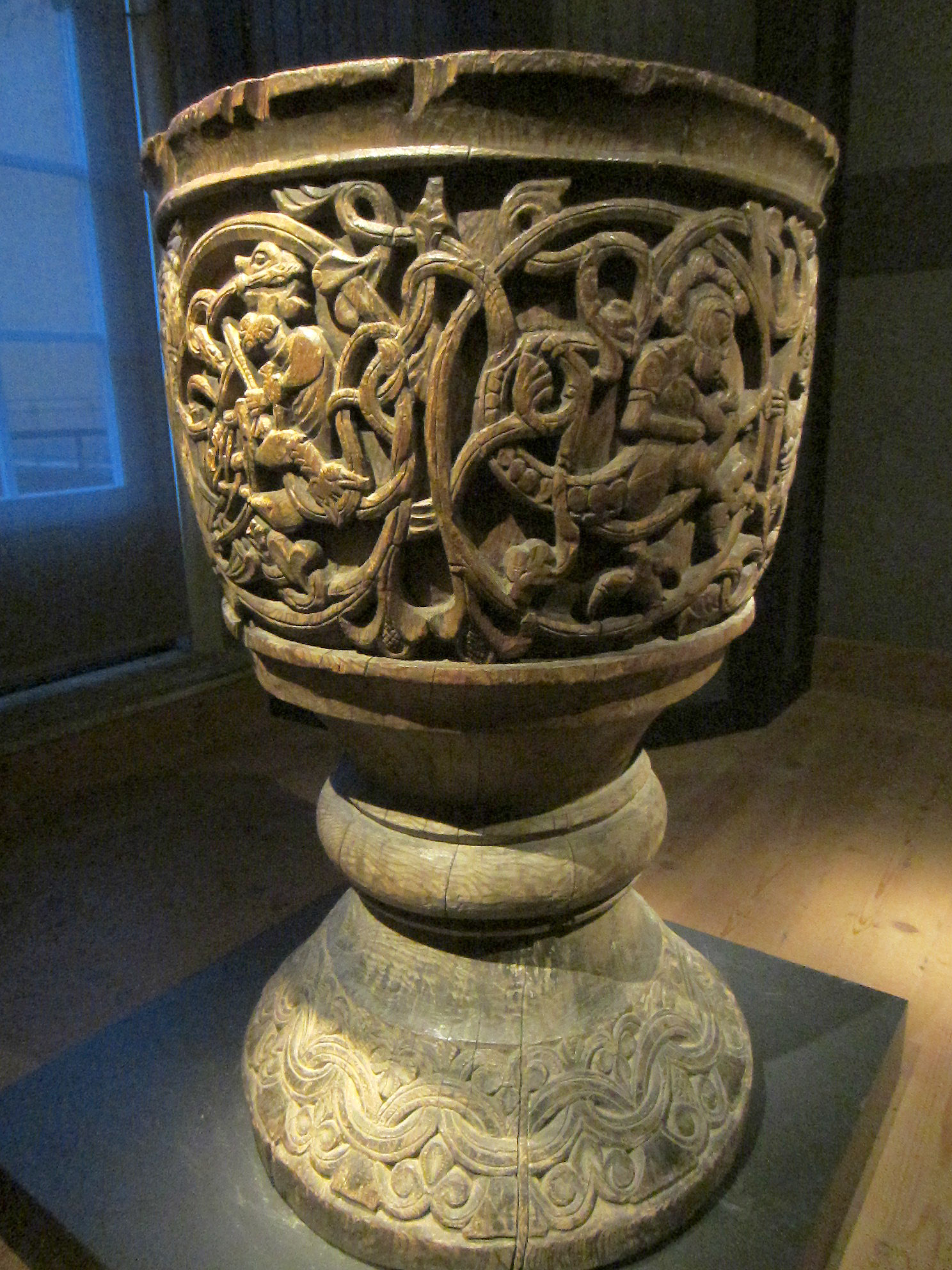
Fonte battesimale da Näs